# Rebecca Pidgeon
Rebecca Pidgeon (Cambridge, 10 ottobre 1965) è un'attrice e cantante statunitense di origine britannica, voce del gruppo pop anni ottanta Ruby Blue, e protagonista di alcune produzioni del marito, il regista e sceneggiatore David Mamet da cui ha avuto due figli: Noah e Clara.

## Filmografia parziale
- L'irlandese (The Dawning),  regia di Robert Knights (1988)
- La formula (The Spanish Prisoner), regia di David Mamet (1997)
- Il caso Winslow (The Winslow Boy), regia di David Mamet (1999)
- Hollywood, Vermont. (State and Main), regia di David Mamet (2000)
- Il colpo (Heist), regia di David Mamet (2001)
- Edmond, regia di Stuart Gordon (2005)
- Come solo tu sei (How To Be), regia di Oliver Irving (2008)
- Red, regia di Robert Schwentke (2010)
- Phil Spector, regia di David Mamet (2013) - film TV
- Bird Box, regia di Susanne Bier (2018)

## Discografia
- The Raven (1994)
- The New York Girl's Club (1996)
- The Four Marys (1998)
- Tough on Crime (2005)
- Behind the Velvet Curtain (2008)
- Slingshot (2012)

## Doppiatrici italiane
Nelle versioni in italiano dei suoi film, Rebecca Pidgeon è stata doppiata da:
- Gabriella Borri in L'irlandese, Il colpo
- Alessandra Grado in La formula, Edmond
- Claudia Catani in Hollywood, Vermont.
- Roberta Greganti in Come solo tu sei
- Francesca Fiorentini in Red